# Sonic Team
Sonic Team (ソニックチーム, Sonikku chīmu) is een Japanse divisie van Sega voor het ontwikkelen van computerspellen. Sonic Team werd opgericht in Ōta, Tokio in 1988 als Sega AM8. In 1991 werd de bedrijfsdivisie hernoemd na het verschijnen van het spel Sonic the Hedgehog voor de Sega Mega Drive.

## Geschiedenis
Eind jaren 1980 en begin 1990 had Sega een mascotte nodig, net zoals Mario dat voor Nintendo was. Om zich te onderscheiden van Nintendo zocht Sega naar een karakter dat een oudere leeftijdsgroep aansprak, en Sega wilde een spel dat de mogelijkheden van de nieuwe 16 bit-spelcomputer liet zien.
In 1988 richtte Sega een interne ontwikkelingsgroep op, genaamd Sega AM8. Sega van Japan hield een competitie om mascottes in te sturen. Grafisch artiest Naoto Ohshima ontwierp een blauwe egel genaamd Mr. Needlemouse (uiteindelijk hernoemd naar Sonic The Hedgehog), die in een prototype werd verwerkt door programmeur Yuji Naka. Naka en Hirokazu Yasuhara werkten samen aan het Sonic spel dat uitkwam in 1991. De studio telde in die tijd 15 medewerkers en werd op dat moment hernoemd naar Sonic Team om beter te passen bij het spel en personage. Sonic the Hedgehog bleek een groot commercieel succes te zijn voor Sega.
Midden jaren 1990 begon Sonic Team aan nieuwe projecten, zoals het ontwikkelen van Nights into Dreams uit 1996 en Burning Rangers (1998) voor de Sega Saturn. De Saturn haalde niet het beoogde succes van zijn voorganger, en dus richtte Sega zich op een nieuwe spelcomputer, de Dreamcast, die in Japan uitkwam in 1998. De Dreamcast was voor Sonic Team een nieuwe mogelijkheid om de Sonic-serie weer nieuw leven in te blazen. Er was voor de Saturn een 3D Sonic-spel gepland, maar de ontwikkeling werd verplaatst naar de Dreamcast. Het spel kwam uit als Sonic Adventure in 1998, en werd uiteindelijk het best verkochte spel op de Dreamcast.

### Sonic Team USA
Kort na het uitkomen van Sonic Adventure werden twaalf medewerkers van Sonic Team herplaatst naar San Francisco in de Verenigde Staten om Sonic Team USA te starten. Dit team begon met de ontwikkeling van een vervolg, genaamd Sonic Adventure 2, dat uitkwam in 2001.

## Spellen
Een selectie van spellen die ontwikkeld zijn door Sonic Team:
- Sonic the Hedgehog (1991)
- Sonic the Hedgehog 2 (1992)
- Sonic the Hedgehog 3 (1994)
- Sonic R (1997)
- Sonic Jam (1997)
- Sonic the Hedgehog CD (1993)

- Nights into Dreams (1996)
- Sonic Adventure (1998)
- Sonic Heroes (2003)
- Sonic Riders (2006)
- Sonic Riders: Zero Gravity (2008)
- Sonic Generations (2011)